# Annapolis (film 2006)
Annapolis – amerykański film z 2006 w reżyserii Justin Lin. W rolach głównych występują James Franco, Tyrese Gibson, Jordana Brewster, Donnie Wahlberg, Roger Fan, Chi McBride i Vicellous Reon Shannon. Film kręcono w Filadelfii i na uniwersytecie w Princeton.
W filmie jest ukazana historia rekruta Amerykańskiej Akademii Marynarki Wojennej, który pragnie spróbować własnych sił w środowisku wrogim. Film jest opowieścią o sile, honorze i uporze, z którym możne realizować swoje marzenia.

## Obsada
Opracowano na podstawie materiału źródłowego.
- James Franco jako Jake Huard
- Tyrese Gibson jako Cole
- Jordana Brewster jako Ali
- Donnie Wahlberg jako Komandor podporucznik Burton
- Vicellous Reon Shannon jako Twins
- Roger Fan jako Loo
- Wilmer Calderon jako Estrada
- McCaleb Burnett jako Whitaker
- Jim Parrack jako A.J.
- Brian Goodman jako Bill Huard
- Katie Hein jako Risa
- Chi McBride jako Trener McNally
- Heather Henderson jako Daniels
- Charles Napier jako Carter
- Scott D. Carson jako komendant
- Billy Finnigan jako Kevin